# Saturne LX
Saturne LX (désignation provisoire S/2004 S 29) est un satellite naturel de Saturne découvert par Scott S. Sheppard, David C. Jewitt et Jan Kleyna sur des observations effectuées avec le télescope Subaru entre 2004 et 2007. On pensait initialement qu'il faisait partie du groupe inuit, mais des observations supplémentaires ont permis de le reclasser dans le groupe gaulois en 2022. Sa découverte a été annoncée le 7 octobre 2019 dans la Minor Planet Electronic Circular 2019-T136.